# باربارا صرافيان
باربارا صرافيان (بالفرنسية: Barbara Sarafian)‏ (و. 1968  م) هي ممثلة، ومؤلفة، ومبدعة، ومؤدية بلجيكية، ولدت في غنت.

## وصلات خارجية
- باربارا صرافيان على موقع IMDb (الإنجليزية)
- باربارا صرافيان على موقع قاعدة بيانات الأفلام العربية
- باربارا صرافيان على موقع ألو سيني (الفرنسية)
- باربارا صرافيان على موقع ميوزك برينز (الإنجليزية)
- باربارا صرافيان على موقع أول موفي (الإنجليزية)
- باربارا صرافيان على موقع قاعدة بيانات الأفلام السويدية (السويدية)
- باربارا صرافيان على موقع قاعدة بيانات الفيلم (الإنجليزية)
- باربارا صرافيان على موقع كينوبويسك (الروسية)